# Survivor 41
Survivor 41 es la cuadragésima primera temporada del reality show estadounidense Survivor de la cadena CBS. La temporada se emitió por primera vez el 22 de septiembre de 2021 en CBS en Estados Unidos y Global en Canadá. 
Tanto la temporada 41 como la 42 de Survivor se ordenaron originalmente en mayo de 2020. La producción y transmisión de la temporada se vio afectada por la pandemia de COVID-19. La temporada fue filmada en Islas Mamanuca, Fiji, la novena temporada consecutiva en ese lugar, estaba previsto que comenzara a filmarse de marzo a mayo de 2020, y la temporada estaba programada para emitirse en CBS a partir de septiembre de 2020 como parte de la temporada televisiva 2020-21, pero las restricciones de viaje en todo el mundo y el cierre de fronteras de Fiji obligaron a posponer la producción a un año en marzo de 2021. y la transmisión se trasladó a la temporada televisiva 2021-22.

## Programa

### Desarrollo
Esta temporada originalmente iba a titularse Survivor: Dawn of a New Era según Jeff Probst. Aunque la producción y el rodaje estaban programados inicialmente para comenzar el 24 de marzo de 2020 y concluirían el 1 de mayo con un estándar de 39 días de juego, se retrasaron hasta 2021 debido a las restricciones de viaje internacionales relacionadas con la pandemia de COVID-19. Por lo general, el programa lanza dos temporadas por año de temporada de televisión, una que debuta alrededor del otoño (septiembre) y la otra que debuta a fines del invierno / principios de la primavera (febrero o marzo). Sin embargo, debido a la pandemia, el equipo de Survivor no pudo producir ni la temporada 41 ni la posterior temporada 42 en 2020. La producción había considerado filmar a nivel nacional en Georgia o Hawái, pero la imprevisibilidad de la pandemia retrasó la filmación hasta 2021. El 11 de febrero de 2021, Faiyaz Koya, el ministro de Comercio, Turismo y Transporte de Fiji, aprobó la filmación de esta temporada con el equipo obligado a llegar en grupos y ponerse en cuarentena antes de la filmación. El 22 de marzo de 2021, Jeff Probst anunció en el lugar que la producción de esta temporada estaba programada para comenzar y el rodaje finalmente comenzó el 15 de abril. La cuadragésima primera temporada debutó en septiembre de 2021.
A diferencia de la mayoría de las temporadas de Survivor, es una temporada acortada que abarca solo 26 de los 39 días habituales debido a la pandemia de COVID-19, que requirió que todos los miembros del elenco y la producción se pusieran en cuarentena durante 14 días, ocupando parte del corto tiempo de producción. Por primera vez desde Survivor: Borneo, el ganador de la temporada se reveló durante el Consejo Tribal Final, ya que la producción no estaba segura de su capacidad para tener un final en vivo debido a las preocupaciones de un posible resurgimiento de COVID-19. La revelación de la votación fue seguida por un especial de Survivor After Show con los jugadores finales y el jurado en lugar de una reunión en vivo.
Esta fue la primera temporada de Survivor en imponer un cambio significativo en los protocolos de seguridad personal luego de las acusaciones de "tocamientos inapropiados" contra un concursante durante la filmación de Island of the Idols en 2019. La última concursante en permanecer, Erika Casupanan (la primera ganadora canadiense de todas las temporadas de Survivor'), se hizo del título de "el Único Sobreviviente" recibiendo un premio de un millón de dólares, la tercera concursante asiática en ganar (después de Yul Kwon en la temp. 13, Survivor: Cook Islands y Natalie Anderson en la temp. 29, Survivor: San Juan del Sur), la primera de ascendencia filipina en ganar, y la primera mujer en ganar en siete temporadas, siendo la segunda Sarah Lacina en la temp. 34, Survivor: Game Changers.

#### Jugabilidad
Esta temporada introdujo muchos giros nuevos, incluyendo el "Shot in the Dark" que ofrecía a los jugadores del Consejo Tribal la oportunidad de inmunidad a cambio de renunciar a su voto, el "Beware Advantage" que restringía la capacidad de los jugadores para votar hasta que sus ídolos de inmunidad se activaran, y los juegos de decisión que obligaban a los jugadores a tomar decisiones que alteraban el juego. Uno de esos juegos de decisión presentaba a jugadores que tomaban decisiones opuestas, pero no necesariamente diferentes, para arriesgar o proteger sus votos de una manera similar a un juego de Chicken. Otros juegos de decisión incluían el giro "Reloj de arena" que le daba a un jugador la oportunidad de revertir el resultado de un desafío de inmunidad grupal a riesgo de ganar la ira de los compañeros de tribu, y el giro "Hacer o morir" que, en un caso, hacía que el primer jugador en perder un desafío de inmunidad realizara un arriesgado juego de azar similar al problema de Monty Hall solo para poder permanecer en el juego.
Según Jeff Probst, una expansión planeada del elemento Fire Tokens que aparece en Winners at War fue desechada después de que el subcampeón de David vs. Goliath, Mike White, expresara su desaprobación de la idea.
Además, Probst anunció un nuevo elemento interactivo llamado The Game Within the Game, en el que se invitó a los niños que miraban en casa a jugar con el programa, resolviendo un rompecabezas escondido en algún lugar del episodio. Además, los espectadores en casa podían resolver un rompecabezas de palabras en línea y se les daba una prueba de discusión de estrategia en la que los espectadores podían discutir la estrategia y luego compararla con lo que realmente sucedió durante la emisión del próximo episodio.

## Equipo del programa
- Presentador: Jeff Probst lidera los desafíos grupales, individuales y los consejos tribales.

## Concursantes
El elenco estuvo compuesto por 18 nuevos jugadores, divididos en dos tribus: Luvu (inundación), Ua (ola) y Yase (relámpago), que contiene seis miembros cada uno. La tribu fusionada se llamó Viakana, que proviene de la frase fiyiana que significa "hambriento", fue sugerida por Erika Casupanan (la primera residente canadiense en competir).
El elenco incluía al jugador retirado de la Liga Nacional de Fútbol Americano Danny McCray. Erika Casupanan se convirtió en la primera residente canadiense en competir en el programa desde que se abrió el proceso de casting a los residentes canadienses en 2018.
| Concursante                                        | Tribu Original |                             | Tribu Fusionada      | Resultado final                                | Votos |
| -------------------------------------------------- | -------------- | --------------------------- | -------------------- | ---------------------------------------------- | ----- |
| Erika Casupanan 31, Toronto, Ontario               | Luvu           | N/A                         | Viakana              | Única Sobreviviente                            | 2     |
| Deshawn Radden 24, Miami, Florida                  | Luvu           | N/A                         | Viakana              | Finalista                                      | 7     |
| Xander Hastings 21, Chicago, Ilionis               | Yase           | N/A                         | Viakana              | Finalista                                      | 2     |
| Heather Aldret 52, Charleston, North Carolina      | Luvu           | N/A                         | Viakana              | Eliminada 8.vo Miembro del jurado Día 25       | 5     |
| Ricard Foyé 31, Sedro-Woolley, Washington          | Ua             | N/A                         | Viakana              | 14.to Eliminado 7.mo Miembro del jurado Día 24 | 9     |
| Danny McCray 33, Frisco, Texas                     | Luvu           | N/A                         | Viakana              | 13.er Eliminado 6.to Miembro del jurado Día 33 | 3     |
| Liana Wallace 20, Washington D. C.                 | Yase           | N/A                         | Viakana              | 12.ª Eliminada 5.to Miembro del jurado Día 21  | 10    |
| Shantel "Shan" Smith 34, Washington D. C.          | Ua             | N/A                         | Viakana              | 11.ra Eliminada 4.to Miembro del jurado Día 19 | 3     |
| Evelyn "Evvie" Jagoda 28, Arlington, Massachusetts | Yase           | N/A                         | Viakana              | 10.ma Eliminada 3.er Miembro del jurado Día 17 | 6     |
| Naseer Muttalif 37, Morgan Hill, California        | Luvu           | N/A                         | Viakana              | 9.no Eliminado 2.do Miembro del jurado Día 17  | 4     |
| Tiffany Seely 47, Plainview, New York              | Yase           | N/A                         | Viakana              | 8.ª Eliminada 1.er Miembro del jurado Día 16   | 7     |
| Sydney Segal 26, Brooklyn, New York                | Luvu           | N/A                         |                      | 7.ª Eliminada Día 14                           | 5     |
| Genio Chen 46, Portland, Oregón                    | Ua             |                             | 6.ª Eliminada Día 11 | 3                                              |       |
| Jairo "JD" Robinson 20, Oklahoma City, Oklahoma    | Ua             | 5.º Eliminado Día 9         | 4                    |                                                |       |
| Brad Reese 50, Shawnee, Wyoming                    | Ua             | 4.º Eliminado Día 7         | 4                    |                                                |       |
| David Voce 35, Chicago, Ilionis                    | Yase           | 3.er Eliminado Día 5        | 3                    |                                                |       |
| Sara Wilson 24, Boston, Massachusetts              | Ua             | 1.er / 2.ª Eliminados Día 3 | 4                    |                                                |       |
| Eric Abraham 51, San Antonio, Texas                | Yase           | 1.er / 2.ª Eliminados Día 3 | 5                    |                                                |       |

1. ↑  Al comienzo de la fase individual del juego en el Día 12, los náufragos tenían que ganarse su lugar en la tribu fusionada ganando inmunidad o sobreviviendo al Consejo Tribal del Día 14.

## Desarrollo
| Episodio                             | Fecha de emisión         | Ganadores de los desafíos                                                                      | Ganadores de los desafíos                                                                      | Eliminado(a) | Final                                          |
| Episodio                             | Fecha de emisión         | Recompensa                                                                                     | Inmunidad                                                                                      | Eliminado(a) | Final                                          |
| ------------------------------------ | ------------------------ | ---------------------------------------------------------------------------------------------- | ---------------------------------------------------------------------------------------------- | ------------ | ---------------------------------------------- |
| "A New Era"                          | 22 de septiembre de 2021 | Ua                                                                                             | Luvu                                                                                           | Abraham      | 1.er Eliminado Día 3                           |
| "A New Era"                          | 22 de septiembre de 2021 | Ua                                                                                             | Luvu                                                                                           | Sara         | 2.ª Eliminada Día 3                            |
| "Juggling Chainsaws"                 | 29 de septiembre de 2021 | Luvu                                                                                           | Luvu                                                                                           | Voce         | 3.er Eliminado Día 5                           |
| "Juggling Chainsaws"                 | 29 de septiembre de 2021 | Ua                                                                                             |                                                                                                | Voce         | 3.er Eliminado Día 5                           |
| "My Million Dollar Mistake"          | 6 de octubre de 2021     | Luvu                                                                                           | Luvu                                                                                           | Brad         | 4.º Eliminado Día 7                            |
| "My Million Dollar Mistake"          | 6 de octubre de 2021     | Yase                                                                                           |                                                                                                | Brad         | 4.º Eliminado Día 7                            |
| "They Hate Me Because They Ain't Me" | 13 de octubre de 2021    | Ua                                                                                             | Yase                                                                                           | JD           | 5.º Eliminado Día 9                            |
| "They Hate Me Because They Ain't Me" | 13 de octubre de 2021    | Yase                                                                                           | Luvu                                                                                           | JD           | 5.º Eliminado Día 9                            |
| "The Strategist or The Loyalist"     | 20 de octubre de 2021    | Yase                                                                                           | Yase                                                                                           | Genio        | 6.ª Eliminada Día 11                           |
| "The Strategist or The Loyalist"     | 20 de octubre de 2021    | Luvu                                                                                           |                                                                                                | Genio        | 6.ª Eliminada Día 11                           |
| "Ready to Play Like a Lion"          | 27 de octubre de 2021    | Danny, Deshawn, Evvie, Ricard, Sydney, [Naseer] (Erika, Heather, Liana, Shan, Tiffany, Xander) | Danny, Deshawn, Evvie, Ricard, Sydney, [Naseer] (Erika, Heather, Liana, Shan, Tiffany, Xander) | N/A          | N/A                                            |
| "There's Gonna Be Blood"             | 3 de noviembre de 2021   | Danny, Deshawn, Evvie, Ricard, Sydney, [Naseer] (Erika, Heather, Liana, Shan, Tiffany, Xander) | Danny, Deshawn, Evvie, Ricard, Sydney, [Naseer] (Erika, Heather, Liana, Shan, Tiffany, Xander) | Sydney       | 7.ª Eliminada Día 14                           |
| "There's Gonna Be Blood"             | 3 de noviembre de 2021   | Ricard                                                                                         |                                                                                                | Sydney       | 7.ª Eliminada Día 14                           |
| "Betraydar"                          | 10 de noviembre de 2021  | Danny, Deshawn, Erika, Evvie, Ricard                                                           | Evvie                                                                                          | Tiffany      | 8.ª Eliminada 1.er Miembro del jurado Día 16   |
| "Who's Who in the Zoo"               | 17 de noviembre de 2021  | Xander [Danny, Deshawn, Evvie, Liana]                                                          | Erika                                                                                          | Naseer       | 9.no Eliminado 2.do Miembro del jurado Día 17  |
| "Who's Who in the Zoo"               | 17 de noviembre de 2021  | Xander [Danny, Deshawn, Evvie, Liana]                                                          | Xander                                                                                         | Evvie        | 9.no Eliminado 2.do Miembro del jurado Día 17  |
| "Baby with a Machine Gun"            | 24 de noviembre de 2021  | Ricard [Heather, Shan, Xander]                                                                 | Ricard                                                                                         | Shan         | 11.ra Eliminada 4.to Miembro del jurado Día 19 |
| "Do or Die"                          | 1 de diciembre de 2021   | N/A                                                                                            | Danny                                                                                          | Liana        | 12.ª Eliminada 5.to Miembro del jurado Día 21  |
| "Truth Kamikaze"                     | 8 de diciembre de 2021   | Deshawn, Erika, Xander                                                                         | Ricard                                                                                         | Danny        | 13.er Eliminado 6.to Miembro del jurado Día 23 |
| "One Thing Left To Do... Win"        | 15 de diciembre de 2021  | Erika [Heather]                                                                                | Erika                                                                                          | Ricard       | 14.to Eliminado 7.mo Miembro del jurado Día 24 |
| "One Thing Left To Do... Win"        | 15 de diciembre de 2021  | N/A                                                                                            | Xander [Erika]                                                                                 | Heather      | Eliminada 8.vo Miembro del jurado Día 25       |
| "One Thing Left To Do... Win"        | 15 de diciembre de 2021  | Voto del jurado                                                                                |                                                                                                |              |                                                |
| "One Thing Left To Do... Win"        | 15 de diciembre de 2021  | Xander                                                                                         | Finalista                                                                                      |              |                                                |
| "One Thing Left To Do... Win"        | 15 de diciembre de 2021  | Deshawn                                                                                        | Finalista                                                                                      |              |                                                |
| "One Thing Left To Do... Win"        | 15 de diciembre de 2021  | Erika                                                                                          | Única Sobreviviente                                                                            |              |                                                |

## Votos del «Consejo Tribal»
|             |             | Tribus Originales | Tribus Originales | Tribus Originales | Tribus Originales | Tribus Originales | Tribus Originales | N/A        | Tribu Fusionada | Tribu Fusionada | Tribu Fusionada | Tribu Fusionada | Tribu Fusionada | Tribu Fusionada | Tribu Fusionada | Tribu Fusionada | Tribu Fusionada | Tribu Fusionada | Tribu Fusionada | Tribu Fusionada |
| ----------- | ----------- | ----------------- | ----------------- | ----------------- | ----------------- | ----------------- | ----------------- | ---------- | --------------- | --------------- | --------------- | --------------- | --------------- | --------------- | --------------- | --------------- | --------------- | --------------- | --------------- | --------------- |
| Episodio #: | Episodio #: | 1                 | 1                 | 2                 | 3                 | 4                 | 5                 | 6/7        | 8               | 9               | 9               | 9               | 9               | 10              | 10              | 11              | 12              | 12              | 13              | 13              |
| Día #       | Día #       | 3                 | 3                 | 5                 | 7                 | 9                 | 11                | 14         | 16              | 17              | 17              | 17              | 17              | 19              | 19              | 21              | 23              | 23              | 24              | 25              |
| Eliminados: | Eliminados: | Abraham           | Sara              | Voce              | Brad              | JD                | Genio             | Sydney     | Tiffany         | Empate          | Empate          | Naseer          | Evvie           | Empate          | Shan            | Liana           | Empate          | Danny           | Ricard          | Heather         |
| Votos:      | Votos:      | 5-1               | 4-1-1             | 3-1               | 3-1               | 3-1               | 2-1               | 5-4-3      | 6-2-2-1         | 3-3             | 3-3             | 4-0             | 3-2             | 3-3-2           | 6-0             | 5-3             | 3-3             | 4-0             | 4-1             | Desafío         |
|             | Erika       |                   |                   |                   |                   |                   |                   | Sydney     | Tiffany         | Naseer          | Naseer          | Naseer          |                 | Liana           | Shan            | Liana           | Danny           | Danny           | Ricard          | A Salvo         |
|             | Deshawn     |                   |                   |                   |                   |                   |                   | Evvie (x2) | Tiffany         |                 |                 |                 | Evvie           | Shan            | Shan            | Ricard          | Danny           | Nadie           | Ricard          | Ganó            |
|             | Xander      | Abraham           |                   | Nadie             |                   |                   |                   | Deshawn    | Naseer          |                 |                 |                 | Liana           | Liana           | Shan            | Liana (x2)      | Deshawn         | Danny           | Ricard          | Inmune          |
|             | Heather     |                   |                   |                   |                   |                   |                   | Sydney     | Tiffany         | Naseer          | Naseer          | Nadie           |                 | Liana           | Shan            | Liana           | Danny           | Danny           | Ricard          | Perdió          |
|             | Ricard      |                   | Sara              |                   | Brad              | JD                | Genio             | Evvie      | Tiffany         | Heather         | Heather         | Naseer          |                 | Shan            | Shan            | Liana           | Deshawn         | Danny           | Deshawn         |                 |
|             | Danny       |                   |                   |                   |                   |                   |                   | Evvie      | Xander          |                 |                 |                 | Evvie           | Shan            | Shan            | Ricard          | Deshawn         | Nadie           |                 |                 |
|             | Liana       | Abraham           |                   | Voce              |                   |                   |                   | Sydney     | Tiffany         |                 |                 |                 | Evvie           | Erika           | Nadie           | Ricard          |                 |                 |                 |                 |
|             | Shan        |                   | Sara              |                   | Brad              | JD                | Genio             | Sydney     | Tiffany         | Heather         | Naseer          | Naseer (x2)     |                 | Erika           | Nadie           |                 |                 |                 |                 |                 |
|             | Evvie       | Abraham           |                   | Voce              |                   |                   |                   | Deshawn    | Heather         |                 |                 |                 | Liana           |                 |                 |                 |                 |                 |                 |                 |
|             | Naseer      |                   |                   |                   |                   |                   |                   | Sydney     | Xander          | Heather         | Heather         | Nadie           |                 |                 |                 |                 |                 |                 |                 |                 |
|             | Tiffany     | Abraham           |                   | Voce              |                   |                   |                   | Deshawn    | Heather         |                 |                 |                 |                 |                 |                 |                 |                 |                 |                 |                 |
|             | Sydney      |                   |                   |                   |                   |                   |                   | Nadie      |                 |                 |                 |                 |                 |                 |                 |                 |                 |                 |                 |                 |
| Genio       | Genio       |                   | Ricard            |                   | JD                | JD                | Ricard            |            |                 |                 |                 |                 |                 |                 |                 |                 |                 |                 |                 |                 |
| JD          | JD          |                   | Sara              |                   | Brad              | Genio             |                   |            |                 |                 |                 |                 |                 |                 |                 |                 |                 |                 |                 |                 |
| Brad        | Brad        |                   | Sara              |                   | Nadie             |                   |                   |            |                 |                 |                 |                 |                 |                 |                 |                 |                 |                 |                 |                 |
| Voce        | Voce        | Abraham           |                   | Tiffany           |                   |                   |                   |            |                 |                 |                 |                 |                 |                 |                 |                 |                 |                 |                 |                 |
| Sara        | Sara        |                   | Brad              |                   |                   |                   |                   |            |                 |                 |                 |                 |                 |                 |                 |                 |                 |                 |                 |                 |
| Abraham     | Abraham     | Tiffany           |                   |                   |                   |                   |                   |            |                 |                 |                 |                 |                 |                 |                 |                 |                 |                 |                 |                 |

| Votación del jurado | Votación del jurado | Votación del jurado | Votación del jurado |
| ------------------- | ------------------- | ------------------- | ------------------- |
| Finalistas:         | Xander 0/8 votos    | Erika 6/8 votos     | Deshawn 1/8 votos   |
| Jurado              | Votos               | Votos               | Votos               |
| Heather             |                     | Erika               |                     |
| Ricard              |                     | Erika               |                     |
| Danny               |                     |                     | Deshawn             |
| Liana               |                     | Erika               |                     |
| Shan                |                     | Erika               |                     |
| Evvie               |                     | Erika               |                     |
| Naseer              |                     | Erika               |                     |
| Tiffany             |                     | Erika               |                     |

Notas
1. ↑  A los ganadores se les permitió guardar a un jugador extra e invitar a ese jugador a la recompensa; eligieron a Naseer.
2. ↑  Erika fue exiliada después de no ser elegida para unirse a la recompensa del equipo ganador y compartir su inmunidad. En Exile Island, se le dio la oportunidad de mantener el juego en movimiento tal cual, permitiendo que el equipo ganador mantuviera su inmunidad, o retroceder en el tiempo y cambiar el resultado, en el que ella y el equipo perdedor recibirían inmunidad en su lugar. Su decisión, que no se reveló hasta el siguiente episodio, fue cambiar el resultado y dar inmunidad al equipo perdedor, un movimiento que ocurrió después de que el equipo ganador original hubiera disfrutado de su recompensa.
3. ↑  El episodio terminó en un suspenso y nadie fue expulsado.
4. ↑  Además de la inmunidad, Xander ganó una recompensa para todo su equipo por durar más tiempo en el desafío.
5. 1 2 3 4 5 6  Para ganar el desafío de inmunidad final, Xander tuvo que asignar inmunidad adicional a otro jugador, y los dos restantes compitieron en un desafío de hacer fuego para determinar el tercer finalista; le dio inmunidad adicional a Erika.
6. ↑  El día 17, se llevó a cabo un Consejo Tribal dividido. Los participantes fueron divididos en dos grupos de cinco; cada grupo acudió al Consejo Tribal por separado para eliminar a un náufrago de cada uno.
7. ↑  Deshawn uso su Ventaja Secreta la cual requería de votos extra, lo que le permitió emitir dos votos.
8. ↑  Shan uso su Ventaja Secreta la cual requería de votos extra, lo que le permitió emitir dos votos.
9. ↑  La primera votación resultó en un empate (Heather y Naseer con cinco votos cada uno), por lo cual se realizó una re-votación. Los participantes involucrados en el empate no votarían y los restantes solo podían votar por los dos empatados.
10. ↑  La ventaja de votos adicionales de Shan se trasladó a la repetición de la votación, lo que le permitió emitir dos votos una vez más.
11. 1 2  La votación resultó en un empate. De acuerdo con las reglas, se llevó a cabo una segunda votación en la que los participantes involucrados en el empate no votarían y los participantes restantes solo podían votar por los que empataron.
12. ↑  Xander uso su Ventaja Secreta la cual requería de votos extra, lo que le permitió emitir dos votos.
13. 1 2  Deshawn y Danny no pudieron votar en la segunda ronda de desempate.
14. 1 2  Debido a que aceptar una de las "Ventajas de Cuidado", este participante no pudo votar hasta que alguien de las tres tribus encontrara la misma ventaja o las tribus se fusionaran.
15. 1 2  Heather y Naseer no pudieron votar en la segunda ronda de desempate.
16. 1 2  Liana y Shan no pudieron votar en la segunda ronda de desempate.
17. ↑  Este/a jugador/a jugó el Shot in the Dark, y como resultado, tuvo que sacrificar el voto de esa noche.

## Recepción crítica y controversia
La temporada recibió una respuesta mixta, con muchos elogiando al elenco y su jugabilidad, así como los episodios entretenidos y la imprevisibilidad de la temporada y la victoria de Erika, pero criticando la sobreabundancia de giros y ventajas, así como la edición general y el nuevo formato de la temporada. Dalton Ross de Entertainment Weekly clasificó esta temporada en el puesto 21 de 41. Gordon Holmes de Xfinity lo llamó una temporada de nivel medio, diciendo: "Creo que recordaré esta temporada como una temporada con un elenco increíblemente diverso, que se vio un poco eclipsado por la necesidad de meter 20 libras de ventajas en una bolsa de 10 libras". Andy Dehnart de Reality Blurred elogió al elenco, pero fue muy crítico sobre la sobreabundancia de giros y ventajas. Medios como TVLine, Insider y Screen Rant expresaron críticas similares con respecto a la cantidad de giros en esta temporada. Harper Lambert de TheWrap fue más crítico con el elenco debido a una "falta casi total de conflicto y personalidades sorprendentes". Riley McAtee de The Ringer fue más positivo sobre la temporada debido a la menor cantidad de giros después de la fusión, diciendo que fue "contra todo pronóstico, dados los cambios en el formato: una temporada bastante buena de Survivor".